# Sangkulirang
Sangkulirang (indonez. Kecamatan Sangkulirang) – kecamatan w kabupatenie Kutai Timur w prowincji Borneo Wschodnie w Indonezji.
Kecamatan ten leży nad Cieśniną Makasarską. Graniczy od północy z kecamatanem Karangan i kabupatenem Berau, od wschodu z kecamatanem Sandaran, a od zachodu z kecamatanami Kaubun i Kaliorang.
W 2010 roku kecamatan ten zamieszkiwało 16 181 osób, z których 6 422 stanowiła ludność miejska, a 9 759 wiejska. Mężczyzn było 8 761, a kobiet 7 420. 14 985 osób wyznawało islam, 666	chrześcijaństwo, a 465 katolicyzm.
Znajdują się tutaj miejscowości: Benua Baru Ilir, Benua Baru Ulu, Kerayaan, Kolek, Maloy, Mandau Pantai Sejahtera, Mandu Dalam, Pelawan, Peridan, Perupuk, Pulau Miang, Saka, Sempuyau, Tanjung Manis, Tepian Terap.